# Union sportive Jeanne d'Arc Carquefou
Maillots
Dernière mise à jour : 22 mars 2016.
L'Union sportive Jeanne d'Arc Carquefou (USJA Carquefou) est un club de football français basé à Carquefou dont le meilleur joueur était Jonathan Berthelin. En 2014, le club renonce au National où il évolua entre 2012 et 2014 et repart en Division d'Honneur. Aujourd'hui le club évolue en Régionale 1. A la fin de la saison 2021-2022, Frédéric Da Rocha, ancien milieu de terrain du FC Nantes remplace Baptiste Lafleuriel sur le banc de l'USJA Carquefou.

## Histoire
Le club omnisports de la Jeanne d'Arc de Carquefou est fondé en 1922 sous le patronage de la Fédération gymnastique et sportive des patronages de France. Le club devient une structure officielle en 1928 et la section de football voit le jour en septembre 1939. L'Union sportive de Carquefou et la Jeanne d'Arc de Carquefou fusionnent et donnent naissance à l'Union Sportive de la Jeanne d'Arc de Carquefou Football le 8 juillet 1942.
Après une longue période d'anonymat passée dans les championnats départementaux et régionaux, Carquefou est promu en DH Atlantique en 1993. L'USJA ne s'y éternise pas. Champion de DH Atlantique dès 1994, Carquefou quitte le niveau régional pour évoluer en compétitions nationales. Troisième du groupe D du CFA2 en 1998, l'USJA est promu à l'étage supérieur où elle se maintient deux saisons. Nouvelle promotion en CFA en 2004, mais retour à l'étage inférieur après une seule saison.
En raison de sa proximité géographique avec Nantes, l'équipe de Loire-Atlantique a régulièrement bénéficié et bénéficie encore de l'apport d'anciens joueurs du FC Nantes ou de joueurs issus de son centre de formation recalés aux portes de l'équipe professionnelle.
En Coupe de France, Carquefou dispute quatre fois les trente-deuxièmes de finale (1994, 1997, 1998, et 2003) avant de franchir ce palier pour la première fois en Coupe de France de football 2007-2008 en battant le FC Gueugnon. Ensuite, le 3 février 2008, l'USJA (alors en CFA2) se qualifie pour les huitièmes de finale de la Coupe de France en s'imposant face à l'AS Nancy-Lorraine (Ligue 1) 2-1 après prolongation.
En huitièmes de finale le 19 mars 2008, dans le stade de la Beaujoire garni de 36 883 spectateurs, Carquefou élimine l'Olympique de Marseille (Ligue 1) sur le score de 1-0 avec un unique but à la 7e minute de Papa N'Doye.
Le 16 avril 2008, le PSG élimine finalement l'USJA, sur le score de 1-0 (but de Pedro Miguel Pauleta).
Lors de la 28e journée de CFA2 en 2009, une victoire décisive à domicile contre l'ES Bonchamp (5 à 1) permet à l'USJA de rejoindre le CFA pour la saison 2009-2010. En parallèle l'équipe réserve rejoint la Division d'Honneur pour la première fois dans l'histoire du club.
Lors du dernier match de la saison 2011-2012, le club réalise un match nul 0-0 sur le terrain de Concarneau, ce qui lui permet de décrocher son billet pour une montée historique en National, grâce à une meilleure différence de but particulière que Luçon.
De 2012 à 2014, l'USJA Carquefou joue donc en Championnat National de Football durant 2 ans.
Le 20 mai 2014, Michel Auray, le président du club déclare que le club ne pourra honorer une troisième saison consécutives en National faute de moyens financiers suffisants, l'USJA devant faire face à une baisse des subventions municipales de 130 000 €. Le 13 juin, le club annonce qu'il repartira en Division d'Honneur après avoir cherché, en vain, des solutions.
En 2015, le club est relégué en Régional 2, et doit attendre la saison 2018-2019 pour jouer à nouveau les premiers rôles dans son championnat, car le club finit 2eme de son groupe, et atteint le 6eme tour de Coupe de France. En 2021, le club joue toujours en Régional 2, après deux saisons tronqués par le COVID-19. Lors de la saison 2021-2022, le club retrouve le 7eme tour pour la première fois depuis 7 ans.
| Tour                       | Date              | Adversaire                | Division               | Score      | Lieu                        |
| -------------------------- | ----------------- | ------------------------- | ---------------------- | ---------- | --------------------------- |
| Troisième tour             | 22 septembre 2007 | ASPTT Nantes football     | DRS (7e division)      | 1 - 4      | La Bergerie, Saint-Herblain |
| Quatrième tour             | 7 octobre 2007    | Brains-St Jean-de-Boiseau | PH (9e division)       | 0 - 1      | Saint-Jean-de-Boiseau       |
| Cinquième tour             | 21 octobre 2007   | La Chapelle-des-Marais    | DH (6e division)       | 0 - 2      | La Chapelle-des-Marais      |
| Sixième tour               | 3 novembre 2007   | Vendée Luçon Football     | CFA 2 (5e division)    | 2 - 0      | Moulin Boisseau, Carquefou  |
| Septième tour              | 24 novembre 2007  | Ploërmel FC               | DSE (7e division)      | 3 - 1      | Moulin Boisseau, Carquefou  |
| Huitième tour              | 15 décembre 2007  | Les Genêts d'Anglet       | CFA (4e division)      | 3 - 2 a.p. | Moulin Boisseau, Carquefou  |
| Trente-deuxièmes de finale | 5 janvier 2008    | FC Gueugnon               | Ligue 2 (2e division)  | 1 - 0      | Moulin Boisseau, Carquefou  |
| Seizièmes de finale        | 3 février 2008    | AS Nancy-Lorraine         | Ligue 1 (1re division) | 2 - 1 a.p. | Moulin Boisseau, Carquefou  |
| Huitièmes de finale        | 19 mars 2008      | Olympique de Marseille    | Ligue 1 (1re division) | 1 - 0      | La Beaujoire, Nantes        |
| Quarts de finale           | 16 avril 2008     | Paris SG                  | Ligue 1 (1re division) | 0 - 1      | La Beaujoire, Nantes        |

## Identité

### Logos

Logo jusqu'en juin 2019.
Logo depuis juin 2019.

## Palmarès
- Champion de CFA2 Groupe G : 2004
- Champion de CFA2 Groupe H : 2009
- Champion de CFA Groupe D : 2012
- Champion de DH Atlantique : 1994
- Vainqueur de la Coupe Atlantique : 1995[7]
- Quart de finaliste de la Coupe de France : 2008

## Bilan saison par saison
| Saison    | Div.                  | clas. | M.J. | Vic. | Nuls | Déf. | B.P. | B.C. | D.B. | Coupe de France                                    |
| 1993-1994 | DH Atlantique         | 1er   | 26   | 17   | 7    | 2    | 53   | 18   | +35  | 1/32 finale 0-1 contre le FC Lorient               |
| 1994-1995 | National 3-D (D5)     | 7e    | 26   | 11   | 7    | 8    | 30   | 31   | -1   | 8e tour 1-2 contre les Voltigeurs de Châteaubriant |
| 1995-1996 | National 3-D (D5)     | 10e   | 26   | 8    | 7    | 11   | 32   | 42   | -10  | Tour préliminaire                                  |
| 1996-1997 | National 3-D (D5)     | 8e    | 24   | 7    | 10   | 7    | 31   | 28   | +3   | 1/32 finale 0-1 contre le SM Caen                  |
| 1997-1998 | CFA 2-D (D5)          | 3e    | 30   | 17   | 7    | 6    | 55   | 39   | +16  | 1/32 finale 0-2 contre l'ES Wasquehal              |
| 1998-1999 | CFA-C (D4)            | 13e   | 34   | 9    | 12   | 13   | 40   | 56   | -16  | Tour préliminaire                                  |
| 1999-2000 | CFA-D (D4)            | 18e   | 34   | 9    | 6    | 19   | 34   | 59   | -25  | Tour préliminaire                                  |
| 2000-2001 | CFA 2-G (D5)          | 14e   | 30   | 8    | 9    | 13   | 25   | 35   | -10  | Tour préliminaire                                  |
| 2001-2002 | CFA 2-G (D5)          | 13e   | 30   | 10   | 7    | 13   | 34   | 48   | -14  | Tour préliminaire                                  |
| 2002-2003 | CFA 2-G (D5)          | 4e    | 30   | 12   | 9    | 9    | 45   | 35   | +10  | 1/32 finale 1-4 contre Le Mans UC                  |
| 2003-2004 | CFA 2-G (D5)          | 1er   | 30   | 15   | 10   | 5    | 42   | 23   | +19  | Tour préliminaire                                  |
| 2004-2005 | CFA-D (D4)            | 16e   | 34   | 5    | 11   | 18   | 34   | 57   | -13  | Tour préliminaire                                  |
| 2005-2006 | CFA 2-G (D5)          | 11e   | 30   | 8    | 10   | 12   | 35   | 41   | -6   | Tour préliminaire                                  |
| 2006-2007 | CFA 2-F (D5)          | 3e    | 30   | 13   | 11   | 6    | 34   | 18   | 16   | 8e tour 1-2 contre le Vannes OC                    |
| 2007-2008 | CFA 2-G (D5)          | 9e    | 30   | 9    | 11   | 10   | 27   | 29   | -2   | 1/4 finale 0-1 contre le Paris Saint-Germain       |
| 2008-2009 | CFA 2-H (D5)          | 1er   | 30   | 17   | 9    | 4    | 44   | 24   | 20   | 7e tour 0-0 (3-4 TAB) contre le Luçon VF           |
| 2009-2010 | CFA-D (D4)            | 12e   | 34   | 12   | 9    | 13   | 37   | 42   | -5   | 6e tour 2-2 (4-5 TAB) contre Saumur FC             |
| 2010-2011 | CFA-D (D4)            | 4e    | 32   | 12   | 10   | 10   | 42   | 36   | 6    | 6e tour 0-1 contre Le Poiré-Sur Vie VF             |
| 2011-2012 | CFA-D (D4)            | 1er   | 34   | 21   | 8    | 5    | 53   | 23   | 30   | 5e tour 1-2 contre Luçon VF                        |
| 2012-2013 | National (D3)         | 7e    | 38   | 15   | 12   | 11   | 53   | 35   | 18   | 1/32 finale 0-1 contre le Stade bordelais          |
| 2013-2014 | National (D3)         | 8e    | 34   | 11   | 14   | 9    | 32   | 30   | 2    | 1/32 finale 0-2 contre FC Sète 34                  |
| 2014-2015 | DH Atlantique (D6)    | 3e    |      |      |      |      |      |      |      |                                                    |
| 2015-2016 | DH Atlantique (D6)    | 14e   |      |      |      |      |      |      |      |                                                    |
| 2016-2017 | DRS Atlantique-A (D7) | 4e    | 22   | 10   | 5    | 7    | 35   | 27   | 8    |                                                    |
| 2017-2018 | Régional 2            |       |      |      |      |      |      |      |      |                                                    |
| 2018-2019 | Régional 2            | 2e    |      |      |      |      |      |      |      |                                                    |
| 2019-2020 | Régional 2            |       |      |      |      |      |      |      |      |                                                    |